# O Semanário
O Semanário foi um jornal brasileiro fundado por Oswaldo Costa e Joel Silveira no Rio de Janeiro, em 1956. Com tiragem de 60 mil exemplares, circulava em todo o territóro nacional, tendo redações no Rio de Janeiro e em São Paulo. O jornal, que circulou por oito anos, foi um dos poucos a se oporem ao Golpe de Estado no Brasil em 1964.
Ligado à chamada "imprensa nacionalista de esquerda", dedicava-se à defesa do que entendia ser o "interesse nacional", incluindo-se aí o monopólio estatal do petróleo, a regulamentação efetiva do estado sobre exploração, pesquisa e comercialização do urânio e outros "minerais atômicos". Foi crítico contumaz do modelo desenvolvimentista de Juscelino Kubitschek e das idéias de Assis Chateaubriand (considerados "entreguistas" pelo periódico), defendendo em contrapartida um modelo de desenvolvimento industrial baseado na regulamentação da atividade econômica pelo Estado, sem concessões ao capital estrangeiro.
Compôs a base de apoio ao governo João Goulart, voltando sua linha editorial à denúncia da possibilidade de conspiração golpista por parte dos setores conservadores da sociedade. Defendeu a manutenção da ordem democrática e a continuidade do projeto nacional reformista. Com o golpe perpetrado em 31 de março de 1964, teve sua redação invadida e foi obrigado a fechar as portas.